# オーストラリア海軍
オーストラリア海軍（オーストラリアかいぐん、Royal Australian Navy、RAN）はオーストラリアが保有する海軍。正式に訳すと王立オーストラリア海軍である。

## 概要
オーストラリアの独立以来イギリス海軍（Royal Navy）と密接な結びつきがあり、イギリス海軍の旧式艦を受領して運用する例も多い。
海軍司令部はケズウィック、ブリンバ、ホバートにある。
運用している艦の名前にはHMAS (Her/His Majesty’s Australian Ship) をつけて呼称する。
大規模な海軍力を有するわけではないが、第二次世界大戦においてはイギリス海軍と共に枢軸国と戦った。

## 歴史

### 誕生
1901年にオーストラリアが事実上の独立を達成する以前から、植民地である各州には海上軍事組織が結成されていた。1901年以降はそれらが統合されたものの、依然として海上防衛の主力はイギリス海軍が担っていた。本格的なオーストラリア海軍の構築は、1909年以降のことである。

### 第一次世界大戦

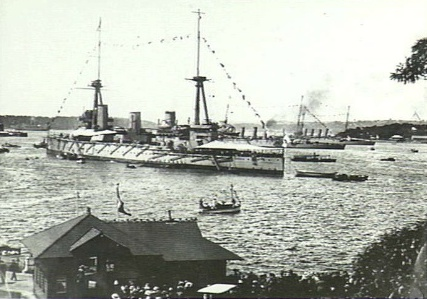
オーストラリア海軍艦隊による観艦式

第一次世界大戦ではイギリス海軍の指揮下で、太平洋、インド洋、大西洋で船団護衛などを行ったほか、ガリポリの戦いに参加した。軽巡洋艦シドニーは、ドイツ海軍のエムデンを撃沈した。また、大戦中はイギリス海軍に巡洋戦艦1隻を貸与し、戦後に復帰したが間もなく軍縮条約により解体処分とされた。

### 第二次世界大戦
オーストラリアは1939年9月、ドイツに宣戦布告した。その時の海軍の陣容は、重巡洋艦2隻、軽巡洋艦4隻、駆逐艦5隻などであった。1940年中頃から地中海での対イタリアの戦いに参加した。軽巡洋艦シドニー（2代目）はカラブリア沖海戦、スパダ岬沖海戦に参加し、イタリアの軽巡洋艦バルトロメオ・コレオーニや駆逐艦エスペロ撃沈に貢献した。9月には重巡洋艦オーストラリアがダカールでフランスの駆逐艦を撃破した。
オーストラリアの駆逐艦5隻は元イギリス海軍の中古艦であり、ドイツ側から「屑鉄戦隊」と揶揄されたが、貴重な戦力として活用されたことで後には5隻の愛称になった。
インド洋では、1941年9月、シドニーがオーストラリア西方海域でドイツの仮装巡洋艦コルモランと交戦し、両艦とも沈没した。コルモランの生存者は居たがシドニーの生存者はいなかった。
1941年12月の日本の参戦後は多くの艦艇がオーストラリアに戻され、周辺警備にあたった。1942年3月のバタビア沖海戦で軽巡洋艦パースを失った。オーストラリア海軍は5月の珊瑚海海戦にも参加した。5月に日本の特殊潜航艇によるシドニー港攻撃が、6月には潜水艦によるシドニーとニューカッスル砲撃がおこなわれている。1942年8月の第一次ソロモン海戦では日本海軍との砲雷撃戦で重巡洋艦キャンベラを失った。
第二次世界大戦でオーストラリア海軍は計30隻の艦船を失った。

### 第二次世界大戦後

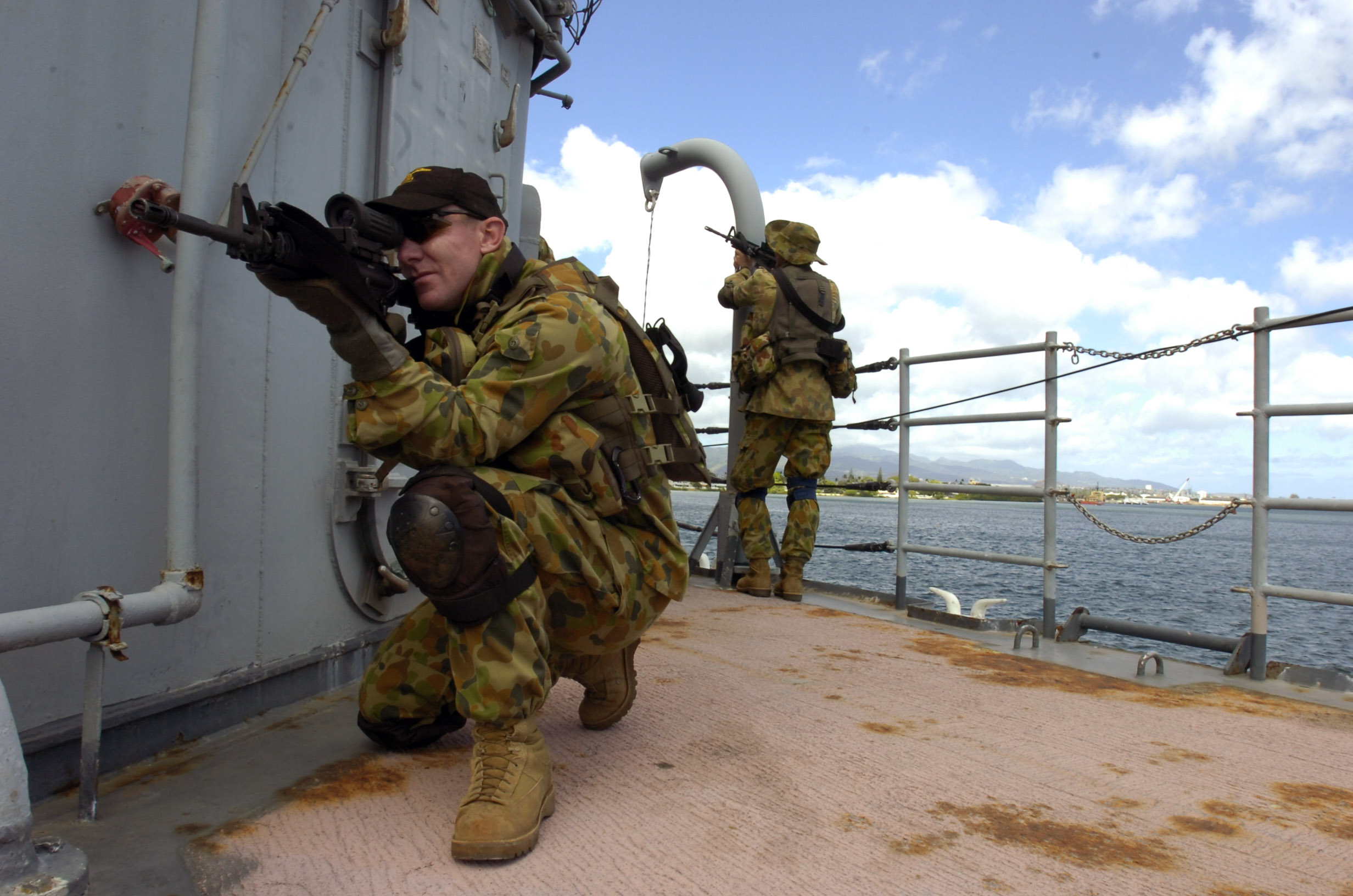
海上船舶臨検(VBSS)訓練を行う掃海潜水員支隊(CDT)チームの隊員達

第二次世界大戦後は、イギリスのマジェスティック級航空母艦マジェスティックを購入し、メルボルンとして運用していた時期があった。

### 21世紀
オーストラリアは核不拡散の方針を採っており、2016年に行われた次期主力潜水艦の選定にあたっても、フランスが製造する原子力潜水艦を通常動力に置き換える仕様とする（アタック級潜水艦）などの配慮が行われてきた。しかし2021年、アメリカとイギリスとの間で新たな軍事同盟（AUKUS）を締結すると一転、改めて原子力潜水艦を導入することを表明している。

## 装備

### 員数
2021年6月、現在海軍には15,285人の兵士と3,932人の予備役が所属している。

### 艦艇
過去に就役した艦艇については「オーストラリア海軍艦艇一覧」を参照。

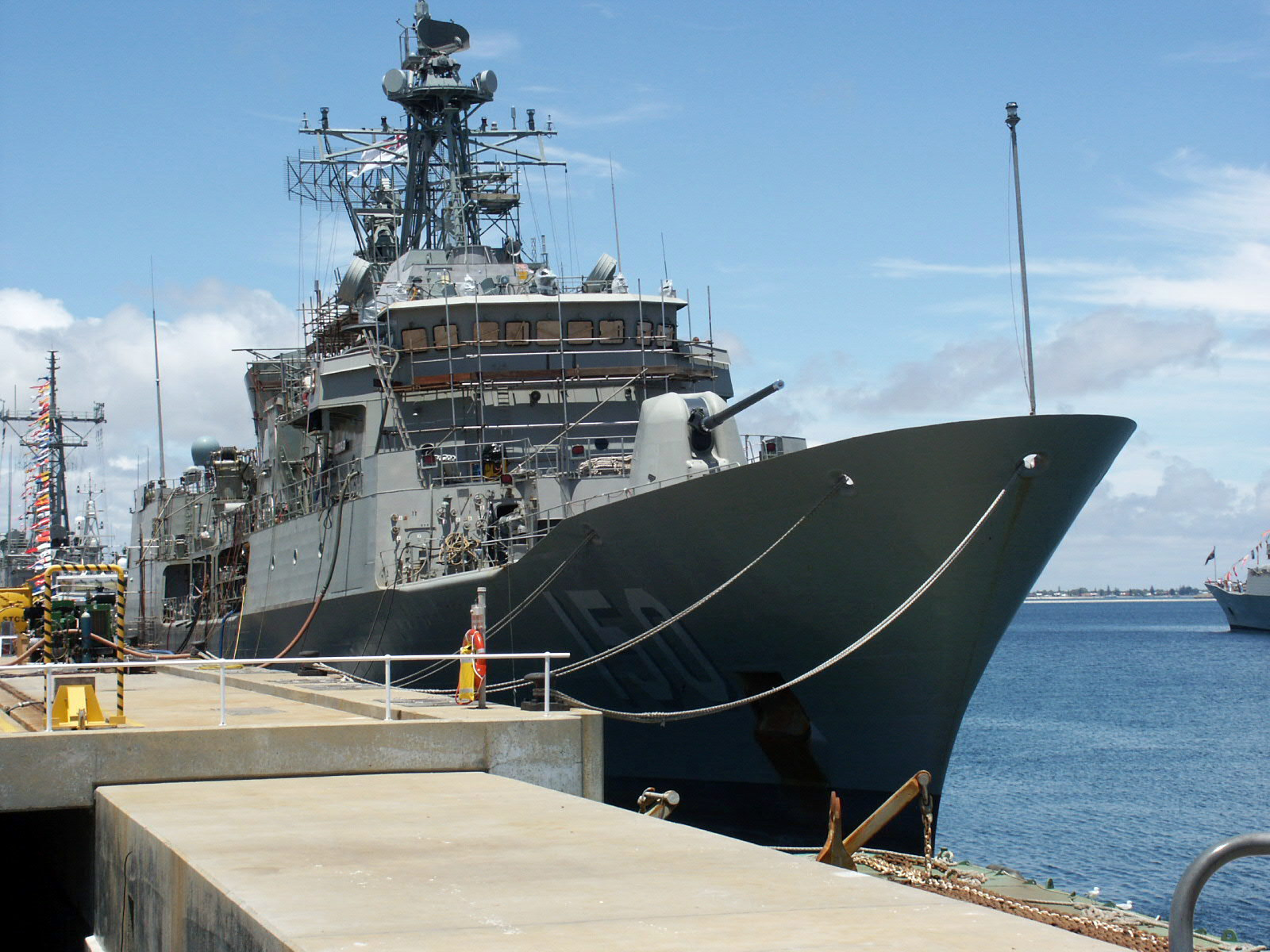
フリゲート アンザック（HMAS Anzac）

#### 潜水艦
コリンズ級 ×6隻
コリンズ（73 Collins） - 1996年
ファーンコム（74 Farncomb） - 1998年
ウォーラー（75 Waller） - 1999年
デシャニュー（76 Dechaineux） - 2001年
シーアン（77 Sheean） - 2001年
ランキン（78 Rankin） - 2003年
アタック級 ×9～12隻（2020年代～2050年代にかけて建造予定であったが契約破棄に向けて交渉中）

#### 駆逐艦
ホバート級 ×3隻
ホバート（39 Hobart） - 2017年
ブリスベーン（41 Brisbane） - 2018年
シドニー（42 Sydney） - 2020年

#### フリゲート
アンザック級（MEKO 200型）×7隻
アランタ（151 Arunta） - 1998年
ワラムンガ（152 Warramunga） - 2001年
スチュアート（153 Stuart） - 2002年
パラマッタ（154 Parramatta） - 2003年
バララット（155 Ballarat） - 2004年
トゥーンバ（156 Toowoomba） - 2005年
パース（157 Perth） - 2006年
ハンター級×3隻発注済（6隻計画中）
ハンター（Hunter）
フリンダース（Flinders）
タスマン（Tasman）

#### 強襲揚陸艦
キャンベラ級 ×2隻
キャンベラ（Canberra） - 2014年
アデレード（Adelaide） - 2015年

#### 揚陸艦
ベイ級 ×1隻
チョールズ（L100 Choules） - 2011年再就役

#### 哨戒艦
アラフラ級哨戒艦×1隻
アラフラ（203 Arafura） - 2025年

#### 哨戒艇
アーミデール級×4隻
バサースト（85 Bathurst） - 2006年
オールバニー（86 Albany） - 2006年
ブルーム（90 Broome） - 2007年
チルダーズ（93 Childers） - 2007年

#### 沿岸掃海艇
ヒューオン級 ×4隻
ヒューオン（82 Huon） - 1999年
ガスコイン（85 Gascoyne） - 2001年
ディアマンティナ（86 Diamantina） - 2002年
ヤラ（87 Yarra） - 2003年

#### 調査船
リーウウィン級 ×2隻
リーウウィン（A245 Leeuwin） - 2000年
メルヴィル（A246 Melville） - 2000年

#### 補給艦
サプライ級補給艦×2隻
サプライ(Supply)- 2021年
ストールワート(Stalwart) - 2021年

### 艦艇（委託）
以下の艦艇は海軍が保有し、民間会社等が委託を受けて運航している。

#### 哨戒艇
ケープ級　×8隻（2隻建造中、2隻発注済み）

#### 補助艦
オーシャン・プロテクター(Ocean Protector) - 2016年
ガイダンス(Guidance) - 2023年
リライアント(Reliant) - 2022年

#### 帆走練習艦
ヤング・エンデヴァー（Young Endeavour） - 1988年

#### 練習船
シーホース・マーケイター（Seahorse Mercator） - 1998年

### 航空機

#### 回転翼機
- シコルスキー SH-60R シーホーク対潜ヘリコプター × 23機
- ユーロコプター MRH-90 × 6機
- ユーロコプター EC135練習機×15機（陸軍と共同運用）

#### 無人機
- スキャンイーグル
- S-100 カムコプター